# Rad50
Белок репарации ДНК RAD50 (англ. DNA repair protein RAD50), также известный как RAD50 — белок, кодируемый у человека геном RAD50.

## Функция
Белок, кодируемый этим геном очень похож на белок Rad50, Saccharomyces cerevisiae, участвующий в репарации двойных разрывов цепочки ДНК. Этот белок образует комплекс с MRE11 и NBS1 (также известный как Xrs2 в дрожжах). Этот комплекс MRN (комплекс MRX в дрожжах) связывается с повреждёнными концами ДНК и представляет многочисленные ферментативные активности, необходимые для репарации двойных разрывов нити присоединением негомологичного конца или гомологичной рекомбинацией. Исследования нокаутом гена мышиного гомолога Rad50 предполагают, что это важно для роста клеток и жизнеспособности. Было опубликовано два варианта транскрипта альтернативного сплайсинга Rad50, которые кодируют белки.

## Структура
Rad50 является членом структурного семейства белков поддержания хромосом (SMC). Как и другие белки SMC, Rad50 содержит длинный внутренний биспиральных домен, который складывается обратно на себя, в результате чего N- и С-концы вместе образуют шаровидную ABC АТФазную голову домена. Rad50 может димеризовать как за счет своей головы домена, так и через цинко-связывающий димеризационный мотив на противоположном биспиральном конце, известном как «цинковый крючок». Результаты микроскопии атомных сил показывают, что в свободном комплексе NBS1 Mre11-Rad50, цинковые крючки одного димера Rad50 ассоциируются с образованием замкнутого контура, в то время как цинковые крючки оснастки, после связывания ДНК, подвергаются конформации, что, как полагают, позволяет цинковым трубкам опосредованное скрепление повреждённых концов ДНК.

## Взаимодействия
Rad50, как было выявлено, взаимодействует с:
- BRCA1[5][6][7],
- MRE11A[5][6][8][9][10],
- NBN[5][9][11][12],
- RINT1[англ.][13],
- TERF2IP[англ.][14] и
- TERF2[англ.][14][15].

## Эволюционная родословная
Белок Rad50 в основном изучали у эукариот. Тем не менее, недавняя работа показала, что ортологи белка Rad50 также сохраняется в дошедших до нас прокариотических архей, где они, вероятно, функционируют в гомологичной рекомбинационной репарации. В гипертермофильной архее  Sulfolobus acidocaldarius , белки Rad50 и Mre11 взаимодействуют и, кажется, играют активную роль в репарации повреждений ДНК, причинённых гамма-излучением. Эти результаты показывают, что Rad50 эукариот может быть произошёл из наследственного белка Rad50 архей, который играл роль в гомологичной рекомбинационной репарации повреждений ДНК.